# Nudaria massiliensis
Nudaria massiliensis là một loài bướm đêm thuộc phân họ Arctiinae, họ Erebidae.